# John Derek
John Derek, född 12 augusti 1926 i Hollywood, Los Angeles, Kalifornien, död 22 maj 1998 i Santa Monica, Kalifornien, var en amerikansk skådespelare, regissör, manusförfattare, filmproducent och fotograf. 

## Biografi
John Dereks riktiga namn var Derek Delevan Harris. Hans far var regissören Lawson Harris och hans mor skådespelaren Dolores Johnson. Filmproducentvänner till hans föräldrar ville gärna ha med den vackre Derek i sina filmer. 1943 skrev han kontrakt med David O. Selznick. Den dekorative Derek antog artistnamnet John Derek och spelade en rad biroller från 1940-talet och framåt och även en del större roller, bland annat mot Humphrey Bogart i Lev farligt och dö ung (1949).
Efter ett tjugotal filmroller kom han alltmer att ogilla att arbeta som skådespelare. Han debuterade som filmregissör med Nightmare in the Sun (1965), i vilken han spelade mot sin fru, Ursula Andress. De båda medverkade också i hans nästa film som regissör, Innan jag dör. Hans nästa fru var Linda Evans som han regisserade i Childish Things (1969). 
I början av 1970-talet träffade han skådespelaren Mary Cathleen Collins som spelade huvudrollen i Once Upon a Love. De inledde ett förhållande under inspelningen i Grekland, vilket gav upphov till viss skandal då John var lyckligt gift med Evans och på grund av den stora åldersskillnaden; eftersom Collins var minderårig riskerade Derek att arresteras i USA, varför paret tillbringade en tid i Europa och Mexiko. De gifte sig dock sedan och hon bytte namn till Bo Derek. 
Paret Derek kom att fortsätta ha goda relationer till Johns exfruar Andress och Evans. Once Upon a Love (alias Fantasies) släpptes inte förrän 1981. Paret producerade ytterligare tre filmer med Bo i huvudrollerna, som blev sågade av kritikerna. De förblev gifta till John Dereks död 1998.
I mitten av 1990-talet regisserade Derek ett par musikvideor med Shania Twain.

## Filmografi i urval

### Roller
- 1944 – Osynliga länkar - ung man
- 1947 – Dubbelliv - polisstenograf
- 1949 – Alla kungens män - Tom Stark
- 1949 – Lev farligt och dö ung - Nick Romano

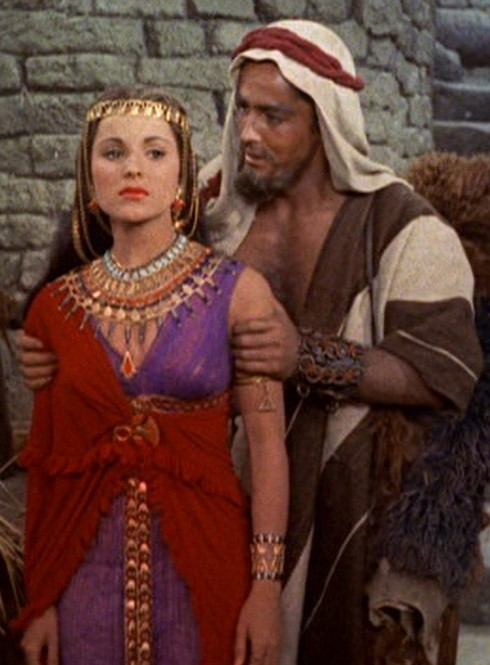
Debra Paget och John Derek i De tio budorden (1956).

- 1950 – Robin Hoods fiender - Robin, Earl of Huntington
- 1955 – Rid för livet - Davey Bishop
- 1956 – Till varje pris
- 1956 – De tio budorden - Joshua
- 1960 – Exodus - Taha
- 1966 – Innan jag dör - major Bailey

### Regi
- 1965 – Nightmare in the Sun
- 1966 – Innan jag dör
- 1969 – Childish Things
- 1973 – Once Upon a Love (premiär först 1981, som Fantasies)
- 1979 – Love You! (erotisk film)
- 1981 – Tarzan - apmannen
- 1984 – Bolero
- 1989 – En gång till älskling

### Manus
- 1984 – Bolero

### Producent
- 1966 – Innan jag dör

### Foto
- 1981 – Tarzan - apmannen
- 1984 – Bolero